# Trefynwy
Monmouth és una petita ciutat al sud-est de Gal·les, a 3 quilòmetres de la frontera amb Anglaterra. És la capital del comtat de Monmouthshire, amb una mica menys de 9.000 habitants. El riu Wye i el riu Monnow es reuneixen a Monmouth.

## Història
Els romans van construir una petita fortalesa a la qual van anomenar Blestium, però poques persones vivien en l'àrea després de la caiguda de l'Imperi. Amb el temps els normands van construir un castell amb vistes al riu Monnow, després que van conquerir Anglaterra el 1066.
La ciutat de Monmouth va créixer a l'edat mitjana, amb un convent de l'església, i un mercat obert al carrer ara anomenat Monnow Street. Aquest carrer es va desenvolupar entre el castell i un pont fortificat sobre el riu, que encara existeix, i és l'únic del seu tipus a Gran Bretanya. El rei Enric V d'Anglaterra va néixer al Castell de Monmouth el 1387, però el castell va ser enderrocat en la seva majoria després de la Revolució anglesa del segle xvii.
Monmouth era ben conegut en un moment per la producció local de Monmouth cap - una mena de barret de llana usat pels soldats, mariners i altres. També es va fer famós a finals del segle xviii, quan personatges com ara l'almirall Nelson, i molts poetes i pintors, van anar a visitar el bell vall de Wye, que es troba a la rodalia. La ciutat també té una famosa escola pública, l'Escola de Monmouth, que va ser fundada el 1615.
El 1840, es va redactar a Monmouth, pels chartistes, un important assaig que proposava que més gent hauria de poder votar a les eleccions.
Un dels primers fabricants d'automòbils a Gran Bretanya, Charles Rolls, fundador de Rolls Royce, va néixer als afores de la ciutat. Va morir en un accident d'avió el 1910 a l'edat de 33 anys, hi ha una estàtua d'ell al centre de la ciutat.

## Actualitat
La ciutat és coneguda per les seves escoles i les seves nombroses botigues, així com pels serveis que presta als seus voltants. Els pujols al voltant de Monmouth estan coberts de boscos i granges. Monmouth està vinculat per la carretera A40 de l'autopista M4 a Newport i l'autopista M50 a Ross-on-Wye. La ciutat està agermanada amb Carbonne, França i Waldbronn, Alemanya.

## Galeria

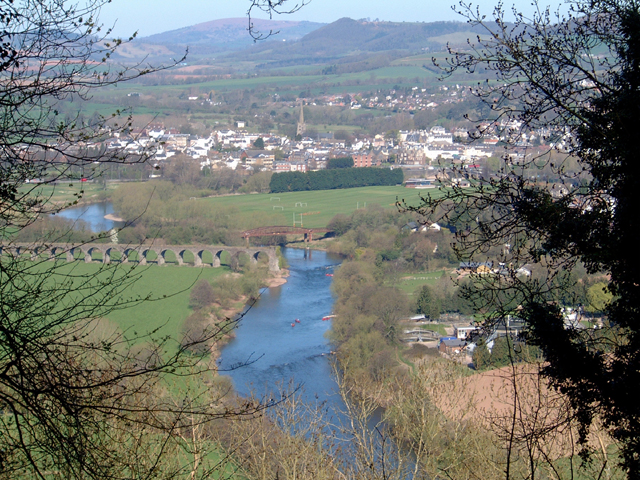
Vista des de Penallt al Wye Valley
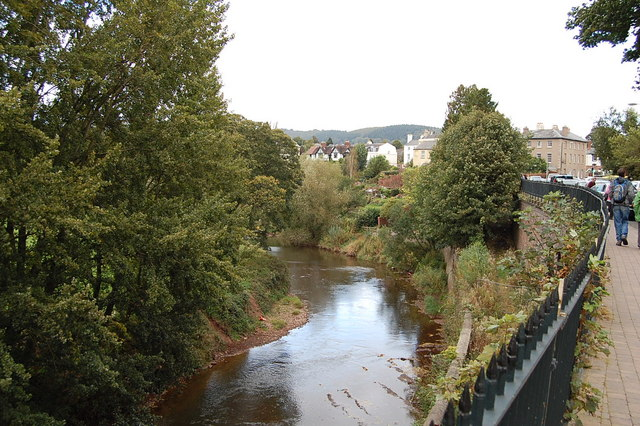
El Riu Monnow
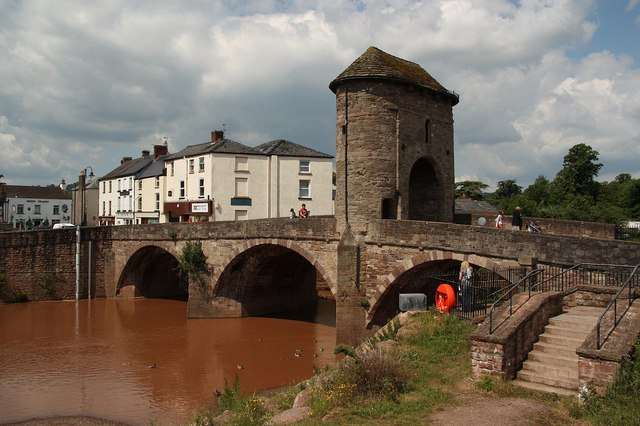
Monnow Bridge
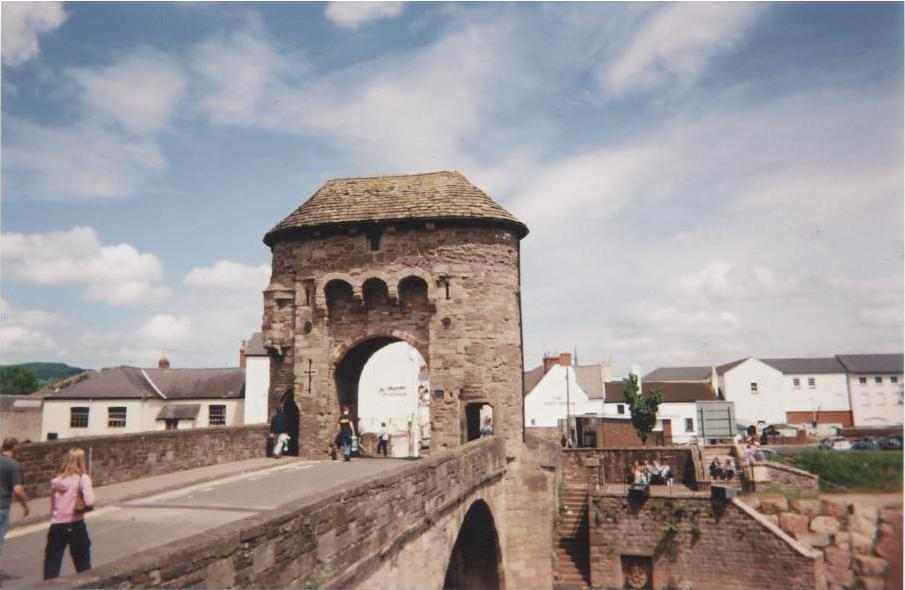
Pont medieval
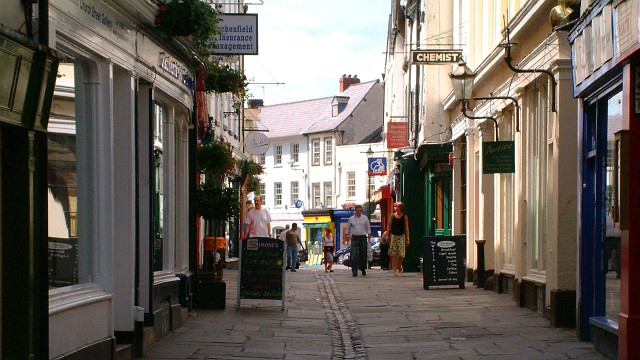
Church Street